# تورو ناكامورا
تورو ناكامورا (باليابانية: 仲村トオル) هو ممثل ياباني، ولد في 5 سبتمبر 1965 في اليابان.

## وصلات خارجية
- تورو ناكامورا على موقع IMDb (الإنجليزية)
- تورو ناكامورا على موقع ميوزك برينز (الإنجليزية)
- تورو ناكامورا على موقع قاعدة بيانات الفيلم (الإنجليزية)